# 成帯土壌
成帯土壌（せいたいどじょう、英: zonal soil）は、気候帯や植生に関係し、気候帯と分布が一致する土壌である。間帯土壌と対になる。その分布は気候帯・植生帯と類似する。

## 分類

### 湿潤土壌
- 冷帯
  - ツンドラ土 - 寒冷な気候のため有機物の分解が不完全で、泥炭化している
  - ポドゾル - 水分が下方に移動することで化学物質が溶脱し、土壌は漂白され灰褐色の強酸性土になる
- 温帯
  - 褐色森林土 - 腐食を含み、湿潤土壌の中では比較的肥沃
- 熱帯
  - 赤黄色土 - 主に亜熱帯で大量の降雨により有機物が溶脱し、酸化アルミニウム・酸化鉄が集積した酸性土壌
  - ラトソル - 雨季に無機質養分や腐植土が溶脱し、地表での蒸発量が高いため鉄・アルミニウムが地表に集まりできた、赤黄色土に近い土壌。固体化したものをラテライトと呼ぶ。

### 半乾燥土壌
肥沃な土地が多く大雨による腐植土の溶脱が少ないステップ気候に集中する。
- チェルノーゼム - 厚い腐食層を持つ黒色の土壌。ウクライナ周辺に分布する。非常に肥沃で農業に適する。
- プレーリー土 - 北アメリカ大陸のプレーリー・グレートプレーンズに多い。アルゼンチンのパンパにも見られる。肥沃な土壌。

### 乾燥土壌
- 栗色土 - ステップ気候の短草草原に多い
- 砂漠土